# Nothofagus alpina
Il raulí (Nothofagus alpina (Poepp. & Endl.) Oerst.) è una specie arborea appartenente alla famiglia Fagaceae, tipica delle foreste andine e patagoniche, di alta importanza ecologica ed economica. La sua distribuzione in Argentina è molto ridotta e relativamente frammentata.
L'eccessivo utilizzo del suo legname, pregiato e di qualità, unito alla pastorizia e agli incendi forestali hanno portato a una situazione critica per molti esemplari di questa specie.

## Descrizione
È un albero monoico, caducifoglio, frondoso, che può raggiungere i 45 m di altezza e i 2 m di diametro; il fusto è retto e cilíndrico, la corteccia è grigiastra e spezzata longitudinalmente.

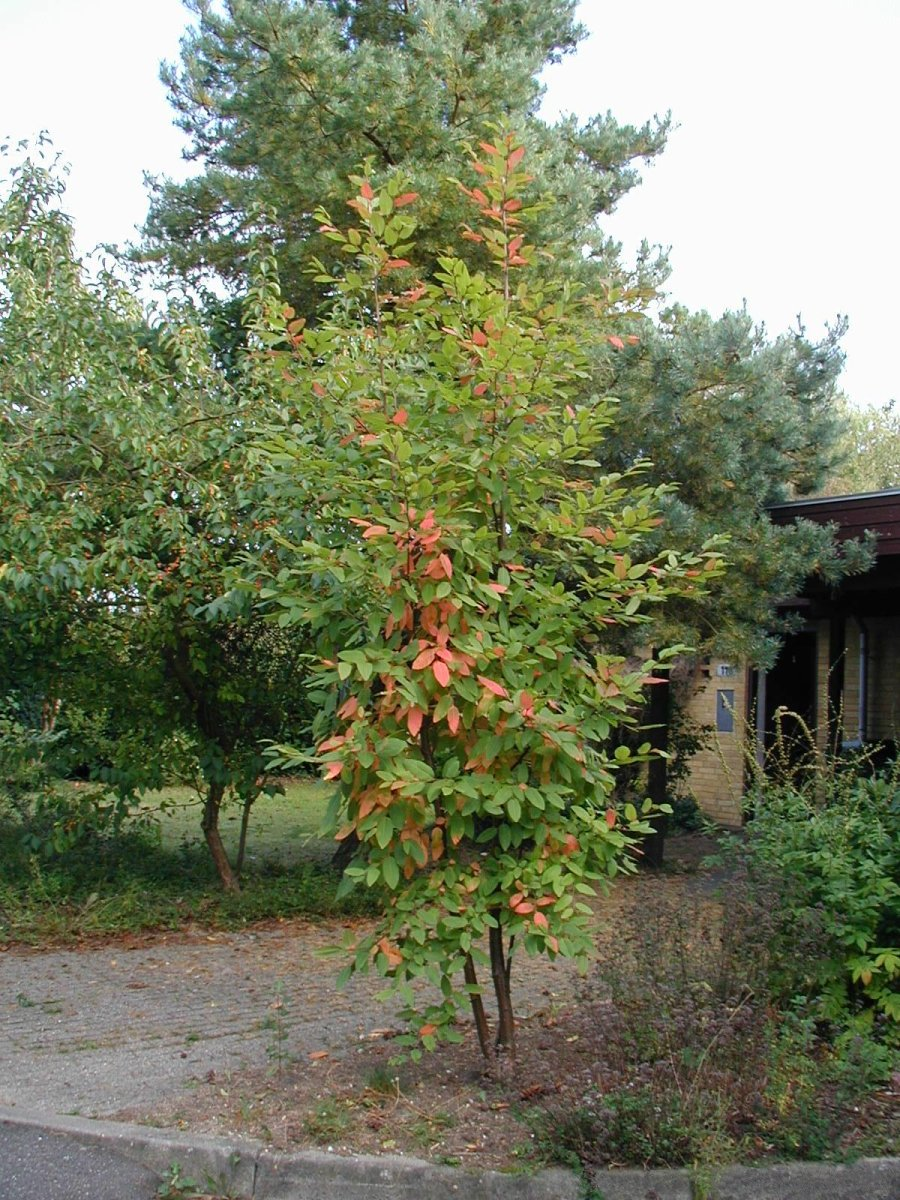
Albero giovane.

Le foglie sono alternate, i piccioli di grandezza compresa fra 3 e 12 mm di lunghezza, con ghiandole e peli distribuiti regolarmente, e margini ondulati.
I fiori sono piccoli e divisi in grappoli di tre fiori (per i maschi) e in tre infiorescenze sostenute da un peduncolo di circa un centimetro (per le femmine).
Il frutto è formato da una cupola al cui interno si trovano 2-3 noci giallognole di circa 6 mm di lunghezza, leggermente pelose.

## Usi
Il legno è di eccellente qualità, di grano fine e tono rosato, (0,6 kg/dm³). È molto impiegato in ogni tipo di costruzione, specialmente rucas o capanne.
È stato introdotto come prodotto ornamentale nelle Isole Britanniche e cresce bene nell'ovest della Scozia, dove c'è la pioggia necessaria per la sua buona crescita, minimo 750 mm all'anno. Per le coltivazioni scozzesi sono stati provati diversi esemplari, provenienti da distinte aree del mondo, e si è scoperto che gli alberi provenienti da Neuquén, in Argentina, sono i più resistenti al freddo. La selezione di piante proveniente da Malleco, in Cile, è invece quella che per prima ha ottenuto risultati soddisfacenti. È stata introdotta anche nella costa nord del Pacifico degli Stati Uniti e anche in Norvegia.
Esistono ibridi con la pianta di quercia.